# Седам величанствених (фестивал)
Седам величанствених је фестивал европског дугометражног документарног филма. Одржава се од 2005. године у Београду. На фестивалу се сваке године представља по 7 најбољих остварења европске продукције модерног документарног филма. Фестивал нема такмичарски карактер.

## О фестивалу
Фестивал Седам величанствених основан је 2005. године као први фестивал у Србији посвећен искључиво биоскопском документарном филму. Сваке године на Фестивалу се приказује по 7 европских документарних филмова новије продукције. Фестивал посећују и филмски ствараоци, па је публика у прилици да успостави комуникацију са највећим именима у савременом документарном филму.
Мисија фестивала је да кроз промовисање дугометражних документарних филмова стимулише и домаћу документарну филмску продукцију. Такође, фестивал служи и као платформа за састанке и мастер клас радионице намењене студентима и младим филмским ствараоцима. Током остатка године, фестивал наставља своје активности кроз програм Биоскоп „7 величанствених“, када се поново приказују најбољи филмови са претходних фестивала.
„Седам величанствених“ приказује седам изузетних остварења која су обележила европску филмску сцену током 2009. Протекла година дала је гламурозни сјај документарцима отварајући им широм врата великих филмских фестивала. Део тог сјаја гледаоци могу видети и у Београд.
Оснивачи и директори Фестивала европског документарног филма Седам величанствених су Зоран и Светлана Поповић. Селектор је Туе Стин Милер, угледни консултант и критичар за документарни филм из Данске.

## Програм Фестивала

### 2005.
- Додирни звук
- Јерусалиме, љубави моја
- У тами
- Учитељ и његов ученик
- Дан који никада нећу заборавити
- Грађанин Берлускони
- Урлатори

### 2006.
- Махалео
- Ðаволов рудар
- Мирна фарма
- Девојка герилац
- Пре слетања на земљу
- Ха-чи-пе
- Африка јунајтед

### 2007.
- Exile family movie
- Други светови
- Бакалница
- Немачка тајна
- Бројеви за снове
- Замена
- Црно сунце

### 2008.
- Nomadak TX
- Муке с комарцима
- Иза музике
- Wорлдстар
- Септембри
- Звоно
- Манастир

### 2009.
- Слепе љубави
- Мајка
- Отараси се ђавола
- Вестербру
- Заборав
- Све се бели у Баркингу
- Sleep furiosly

### 2010.
- Пијаноманија
- Судије
- Дневна соба нације
- Дошљаци
- У ритму природе
- Испод нивоа мора
- Мој живот с Карлосом

### 2011.
- 48
- Крв у Мобилном
- Ненет
- Мушкарци који пливају
- Први филм
- Занзибар музички клуб
- Cinema Komunisto (Мила Турајлић)

### 2012.
- Пророк
- Жозе и Пилар
- Рамин
- Специјални лет
- Ел Булли - Кување у процесу
- Живот негде далеко
- Сјај курви

### 2013.
- У Потрази за Шугар Меном
- Чај или струја
- Последња кола хитне помоћи у Софији
- Палме
- Soundbreaker
- Зимски Номади
- Приватни Свемир

### 2014.
- Левијатан
- Свет није наш
- Моја мама, моје тате и ја
- Кућа радија
- Свакодневна побуна
- Моје ствари
- Везе вере

### 2015.
- Нови Рејкс музеј — филм
- Вирунга
- Меси
- Демократе
- Изненада моје су мисли стале
- Северно од раја
- Правила игре

### 2016.
- Још један танго
- У смирај живота
- Мелори
- Лампедуза зими
- Дон Жуан
- Браћа
- Палио

### 2017.
- Hello, I am David — Путовање са Дејвидом Хелфготом
- Аустерлиц
- Изгарање
- Хомо Сапиенс
- Нормални аутистични филм
- Жена и глечер
- In Loco Parentis

### 2018.
- Принц и дибук
- Деца учитељице Кит
- Наслањање на ветар - Енди Голдсворди
- Лавеж паса у даљини
- Догађаји у месту Идре
- Сан има своју кућу
- Предузетник

### 2019.
- Земља меда
- Мостови времена
- Шта Вала хоће
- Имала сам сан
- Пријатељ
- Атос и Амин
- Земља

### 2020.
- Гунда
- Патримонијум
- Горка љубав
- Још један танго
- Соло
- Мој Рембрант
- Најсрећнији човек на земљи

### 2021.
- Срећна Нова, Јиву (Младен Ковачевић)[5]
- Школа наде
- Кућа филмског аутора
- Човек који слика капи воде
- Више од 100
- Свети Отац
- Председник
- Кроћење — специјална пројекција, крик за спас планете, прича о кроћењу саме суштине природе, о запањујућем подухвату насталом из бизарне потребе људи од моћи и новца.[6]

### 2022.
- Филм са балкона
- Ветар који нас покреће
- Млади Платон
- Једна провинцијска болница
- Блага Крима
- Zoo lockdown
- Matter Out of Place
- Заборав (Хеди Хонигман) — специјална фестивалска пројекција је у знаку сећања на једну од највећих филмских уметника света – Хеди Хонигман. Године 2021. сви су били задивљени њеним остварењем Више од 100, не слутећи да је то њен последњи филм.[7]

### 2023.
- Сви ће људи браћа бити
- She Chef
- Housewitz
- Господин Граверсен
- Зимска сага
- Година у пољу
- Моја швајцарска војска (Лука Попадић)[8]